# Porozumienie o granicy morskiej pomiędzy Stanami Zjednoczonymi Ameryki i Republiką Kuby
Porozumienie o granicy morskiej pomiędzy Stanami Zjednoczonymi Ameryki i Republiką Kuby (ang. Maritime Boundary Agreement between the United States of America and the Republic of Cuba) – traktat zawarty pomiędzy Stanami Zjednoczonymi a Kubą, który ustanowił międzynarodową granicę morską pomiędzy oboma krajami. 
Ustanowienie granicy morskiej pomiędzy Stanami Zjednoczonymi a Kubą było istotne ze względu na nakładanie się wyłącznych stref ekonomicznych obu państw. Podpisanie porozumienia miało na celu ograniczenie liczby konfliktów wynikających z egzekwowania prawa oraz ustalania limitu połowu ryb.
Negocjacje pomiędzy oboma państwami rozpoczęły się na początku 1977 roku. Rozmowy były prowadzone w Nowym Jorku i Hawanie. Wstępna treść traktatu została ustalona w kwietniu 1977 roku i służyła jako modus vivendi dalszych negocjacji. Oficjalnie porozumienie zostało podpisane w Waszyngtonie w dniu 16 grudnia 1977 roku przez Marka B. Feldmana, zastępcę radcy prawnego w Departamencie Stanu i Olgę Mirandę, radcę prawnego w Ministerstwie Spraw Zagranicznych Kuby. Ostateczna wersja porozumienia tylko w nieznaczny sposób różniła się od wersji z kwietnia 1977 roku. 
Obie strony porozumienia zobowiązały się do tymczasowego stosowania traktatu od 1 stycznia 1978 roku do czasu wymiany dokumentów ratyfikacyjnych. Pomimo że traktat został złożony do Senatu Stanów Zjednoczonych, to ostatecznie nie został on nigdy ratyfikowany ze względu na złe stosunki polityczne pomiędzy oboma państwami, pomimo faktu, że żadna ze stron nie kwestionowała przebiegu granicy morskiej. Do czasu ratyfikowania porozumienia Kuba i Stany Zjednoczone zdecydowały się odnawiać tymczasowo traktat o granicy morskiej co dwa lata przez szereg przepisów wykonawczych. Po raz ostatni porozumienie pomiędzy oboma państwami zostało przedłużone pod koniec 2015 roku i weszło w życie od dnia 1 stycznia 2016 roku. 

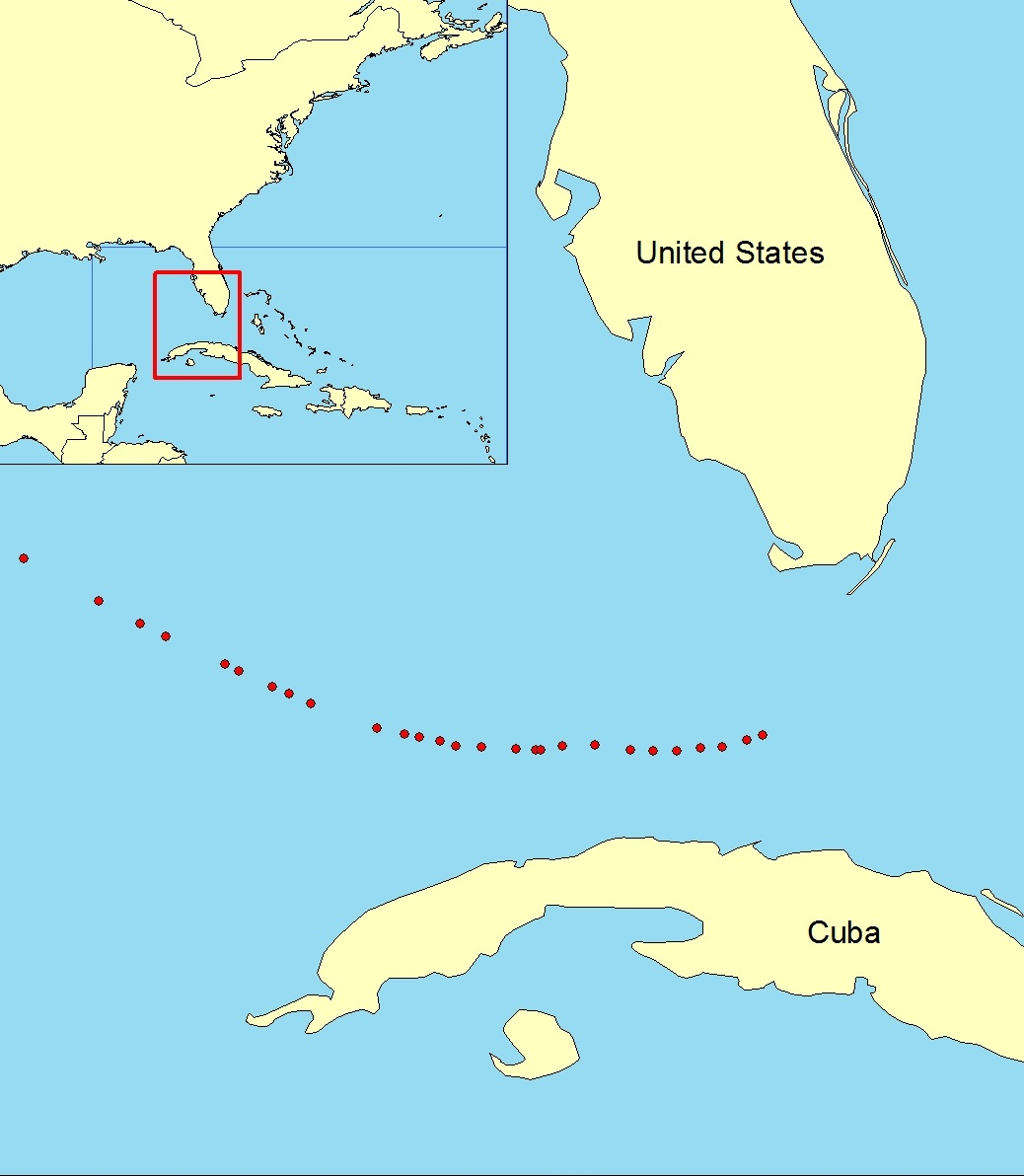
Punkty graniczne wyznaczone na granicy morskiej pomiędzy Stanami Zjednoczonymi i Kubą

Na podstawie wypracowanego porozumienia granica morska pomiędzy Kubą i Stanami Zjednoczonymi biegnie przez wody Cieśniny Florydzkiej i Zatoki Meksykańskiej. Granica przebiega przez 27 wyznaczonych punktów, a łączna jej długość wynosi 504 km (313,4 mil). Pierwszy punkt został wyznaczony na wschodzie w miejscu, gdzie stykają się granice morskie trzech państwa: Bahamów, Kuby i Stanów Zjednoczonych. Punkt położony jest około 65 km (40 mil) od wybrzeży każdego z państw. Następnie granica biegnie w kierunku zachodnim, aż do punktu 13. Wówczas granica zaczyna biegnąć w kierunku północno-zachodnim, aż do końcowego punktu numer 27. Rozpiętość odległości pomiędzy punktami wynosi od 3,4 km (2,12 mil) między punktami numer 10 i 11 do 56,8 km (35,34 mil) między punktami numer 26 i 27. Średnia odległość pomiędzy punktami wynosi 19 km (12 mil).